# Kateřina Lehnická
Kateřina Lehnická (7. únor 1542, Vratislav, Dolnoslezské vojvodství – 3. září 1569, Fryštát, Těšínské knížectví) byla dcerou Fridricha III. Lehnického a Kateřiny von Mecklenburg-Schwerin.

## Život
Dne 28. prosinec 1563 se provdala za knížete Fridricha Kazimíra Fryštatského. V manželství se narodila jediná dcera Kateřina (6. srpen 1565 – prosinec 1571). Kněžna zemřela v roce 1569.